# Djupörfjärden
Djupörfjärden är ett sund mellan Halsön och fastlandet i kommunen Korsnäs i Finland. Den ligger i landskapet Österbotten, i den västra delen av landet, 400 km nordväst om huvudstaden Helsingfors. Fjärden har Strömmen i norr och Märskatströmmen i söder.